# 알렌숲쥐
알렌숲쥐(Hodomys alleni)는 비단털쥐과에 속하는 설치류의 일종이다. 알렌숲쥐속(Hodomys)의 유일종이다. 멕시코의 토착종이다. 시날로아주 남부와 오아하카주 사이에서 서식한다. 멕시코 내륙의 푸에블라주 중부의 발사스강과 오아하카주 북부 지역 테후아칸강 분지에서 발견된다. 자연 서식지는 아열대 또는 열대 기후 지역의 건조 관목 지대이다.